# Новый (Таштагольский район)
Но́вый — посёлок в Таштагольском районе Кемеровской области. Входит в состав Усть-Кабырзинского сельского поселения.

## География
Центральная часть населённого пункта расположена на высоте 598 м над уровнем моря.

## Население
| 2010 |
| ---- |
| 134  |

### Половой состав
По данным Всероссийской переписи населения 2010 года, в посёлке Новый проживало 134 человека (70 мужчин, 64 женщины).